# Grotta dell'Arciere
La grotta dell'Arciere, conosciuta anche come "grotta del Tesoro", è un sito pre-protostorico situato nel comune di Abbadia San Salvatore, paese situato nel versante senese del monte Amiata. Questo riparo naturale risulta essersi originato da una frattura composta nella parete vulcanica. Il sito, ubicato a 1.050 metri s.l.m., si trova in coincidenza con la fascia delle sorgenti in località Catarcione, sulla strada che dal paese conduce alla vetta dell montagna.

## Il dipinto rupestre dell'Arciere dell'Amiata
All'interno della grotta si trova un disegno preistorico. La figura ha un'altezza testa/piede di 32,5 centimetri, ed è stata dipinta di color nero sullo sfondo rossastro della roccia trachitica, in un punto in cui quest'ultima risulta essere più liscia. Il dipinto rupestre raffigura un individuo che tiene nel braccio destro un arco con una freccia incoccata, la posizione risulta essere statica e ciò è marcato anche dalla posizione dei piedi dipinti con le punte opposte.
L'altro braccio appare speculare al primo ma con una resa anatomica meno precisa, si presenta arcuato nella parte dell'avambraccio e sembra reggere un qualche oggetto che non è stato decifrato. Analoghe difficoltà di interpretazione si colgono nell'interpretazione della testa dell'arciere, sembra infatti che l'individuo abbia un "copricapo" la cui presenza è avvertibile, ma del quale non si può dire con certezza se sia a tre punte. Per quanto riguarda il busto, il bacino e le gambe, già Priuli rilevava "una certa precisione anatomica", data in particolare dal restringimento dei fianchi e dalle spalle arrotondate.
Nel 2002, grazie al Dipartimento di archeologia e storia delle arti dell'Università di Siena, in collaborazione con la Soprintendenza per i beni archeologici della Toscana, sono state effettuate delle indagini preliminari sul dipinto, volte all'accertamento dell'autenticità. Sono stati effettuati degli studi sullo strato di colore nero, che sebbene sia conservato parzialmente nella sua estensione risulta bene identificabile nel suo spessore.
Allo scopo di stabilirne le caratteristiche deposizionali e di esaminarne la morfologia, sono stati prelevati da questo, due piccoli frammenti delle dimensioni di circa 2 mm² ciascuno. L'osservazione al microscopio ottico ha mostrato che lo strato nero si presenta compatto, talvolta con frattura pseudoconcoide e che lo stesso ingloba elementi cristallini vitrei. Lo spessore si presenta variabile in relazione alla morfologia del substrato lapideo su cui è applicato, ed è comunque inferiore a 1 mm. Il substrato è costituito da una roccia trachitica appartenente alle colate laviche in affioramento nell'area.
Le determinazioni analitiche effettuate in microscopia elettronica e microanalisi a dispersione di energia (SEM-EDX) hanno permesso di individuare una composizione dello strato caratterizzata da elementi chimici riconducibili a frammenti di substrato (O, Mg, Al, Si, K, P, Ca, Ti, Fe) e a sostanze di diversa composizione chimica contenenti C, O, P e S, verosimilmente utilizzate per l'esecuzione della figura dell'Arciere.
La rappresentazione dell'arco ricorda come resa quelle di Porto Badisco, anche se in quest'ultimo complesso gli archi si presentano con un profilo biconvesso forse legato alla posizione di tiro degli arcieri. L'arciere dell'Amiata tuttavia, sia pure nel quadro di notevoli affinità formali, sembra differenziarsi profondamente dagli arcieri di Porto Badisco per il suo carattere statico e per la posizione di non di tiro; elementi che potrebbero attribuire alla figura una valenza simbolica, probabilmente la rappresentazione di una qualche divinità.
Secondo uno studioso del luogo, Niccolò Bisconti, la figura dipinta potrebbe raffigurare la costellazione di Orione.